# Adriaan Volker
Adriaan Volker (Sliedrecht, 14 juli 1827 - aldaar, 29 november 1903) was een Nederlandse aannemer van baggerwerken.

## Carrière
Op zijn twintigste erfde Volker het baggerbedrijf van zijn vader en voer dagelijks de Merwede over om te baggeren. Ook legde hij bij Papendrecht en Hardinxveld kribben en strekdammen aan. Toen Volker steeds meer opdrachten kreeg, richtte hij samen met zijn neef Dirk Volker uit Dordrecht een familiebedrijf op, de Adriaan Volker Maatschappij, waarmee ze al snel landelijk bekend werden.   
Volkers ondernemerschap ontstond pas echt toen hij in 1860 de eerste Rijksstoombaggermolens 1 t/m 6 op de Merwede zag verschijnen en hij er toen zelf 1 liet bouwen in 1863 en in 1864 werd zijn eerste stoombaggermolen in gebruik genomen voor de aanleg van het Kanaal door Zuid-Beveland . Enkele andere particulieren waren hem al voor geweest met de aankoop van een stoombaggermolen, zoals te lezen valt in het boek Diepers en Delvers en het Groot Baggermolen Boek.
Hij was ook betrokken bij de aanleg van het Noordzeekanaal en mede verantwoordelijk voor het verder uitgraven van de Nieuwe Waterweg. In ditzelfde kader verrichtte hij veel werk voor de aanleg van de Nieuwe Merwede. Aanvankelijk was het de bedoeling geweest dat deze rivier zichzelf op natuurlijke wijze zou uitschuren (overeenkomstig de berekeningen van Pieter Caland), maar toen dit veel te langzaam bleek te gaan werd alsnog gekozen voor kunstmatige uitbaggering. Volker zorgde dat de rivier op diepte werd gebracht, waarna ze zichzelf voortaan op diepte zou houden. Hij bouwde samen met een paar vrienden ruim twintig hopperzuigers, waarmee de rivierbedding werd verbreed en verdiept. Ook zorgde hij er met een stoomijsbreker voor dat het ijs 's winters in beweging bleef en naar de zee werd afgevoerd, zodat de Nieuwe Merwede niet dichtvroor. Zodoende was de Nieuwe Waterweg in 1885 helemaal af. 
Samen met zijn vriend Pieter Bos maakte Volker zich hard voor de oprichting van een Zuiderzeevereniging, die er in 1886 uiteindelijk kwam. Zowel Volker als Bos waren lid van de oprichtingsvergadering. 
In de jaren 1880, toen hij vermogend was geworden – enkel het baggerwerk in de Nieuwe Merwede had hem al meer dan een miljoen opgeleverd –, verlegde Volker zijn werkzaamheden naar andere Europese landen. Hij baggerde onder meer aan de Spaanse noordkust, in samenwerking met onder andere de firma K.L. Kalis Wzn. en Co Volkers kantoor bevond zich in deze dagen op de Sliedrechtse Molendijk.

## Onderscheiding
Voor zijn verdiensten werd hij tot Ridder in de Orde van de Nederlandse Leeuw benoemd, hoewel hij dit eerbetoon zelf overbodig vond. 

## Privé
Volker trouwde op 12 juli 1855 met zijn eerste vrouw Aagje en kreeg vier kinderen. Aagje stierf later aan de cholera, waarna Volker hertrouwde. 
Ondanks zijn grote rijkdom hield Volker zijn hele leven lang vast aan een sobere levensstijl. Ook zijn begrafenis was zeer ingetogen, zonder kransen of toespraken, zoals hij van tevoren gewenst had. 